# Lunca Mijlocie a Argeșului (sit SPA)
Lunca Mijlocie a Argeșului este o arie protejată (arie de protecție specială avifaunistică — SPA) din România întinsă pe o suprafață de 3.648,9 ha, integral pe uscat.

## Localizare
Situl se întinde în extremitatea sudică a județului Dâmbovița pe teritoriul orașului Găești și al comunelor Corbii Mari, Costeștii din Vale, Mogoșani, Mătăsaru, Odobești, Petrești, Potlogi și Uliești; și cea nordică a județului Giurgiu, pe teritoriul comunelor Florești-Stoenești, Găiseni și Vânătorii Mici. Centrul sitului Lunca Mijlocie a Argeșului este situat la coordonatele 44°39′26″N 25°23′12″E / 44.657122°N 25.386678°E.

## Înființare
Situl Lunca Mijlocie a Argeșului a fost declarat arie de protecție specială avifaunistică (ROSPA0161) în septembrie 2016 pentru a proteja mai multe specii de păsări. Acesta se suprapune în integralitate cu situl de importanță comunitară Lunca Mijlocie a Argeșului.

## Biodiversitate
Situată în ecoregiunea continentală a luncii Argeșului aria protejată nu include niciun habitat protejat.
La baza desemnării sitului se află 19 specii de păsări protejate la nivel european sau aflate pe lista roșie a IUCN; astfel: pescăruș albastru (Alcedo atthis),, stârc roșu (Ardea purpurea), rață roșie (Aythya nyroca), buhai de baltă (Botaurus stellaris), chirighiță cu obraz alb (Chlidonias hybridus), barză neagră (Ciconia nigra), dumbrăveancă (Coracias garrulus), erete vânăt (Circus cyaneus), ciocănitoare de stejar (Dendrocopos medius), ciocănitoare neagră (Dendrocopos martius), ciocănitoare de grădină (Dendrocopos syriacus), stârc pitic (Ixobrychus minutus), sfrâncioc roșiatic (Lanius collurio), sfrânciocul cu frunte neagră (Lanius minor), cormoran mic (Phalacrocorax pygmeus), bătăuș (Philomachus pugnax), ciocănitoare verzuie (Picus canus), cresteț cenușiu (Porzana parva) și chiră de baltă (Sterna hirundo).

## Căi de acces
- Drumul european E81 pe ruta: București - Bolintin-Deal - Stoenești - Găișeni

## Monumente și atracții turistice
În vecinătatea sitului se află numeroase obiective (lăcașuri de cult, monumente de arhitectură, situri arheologice) de interes istoric, cultural și turistic; astfel:

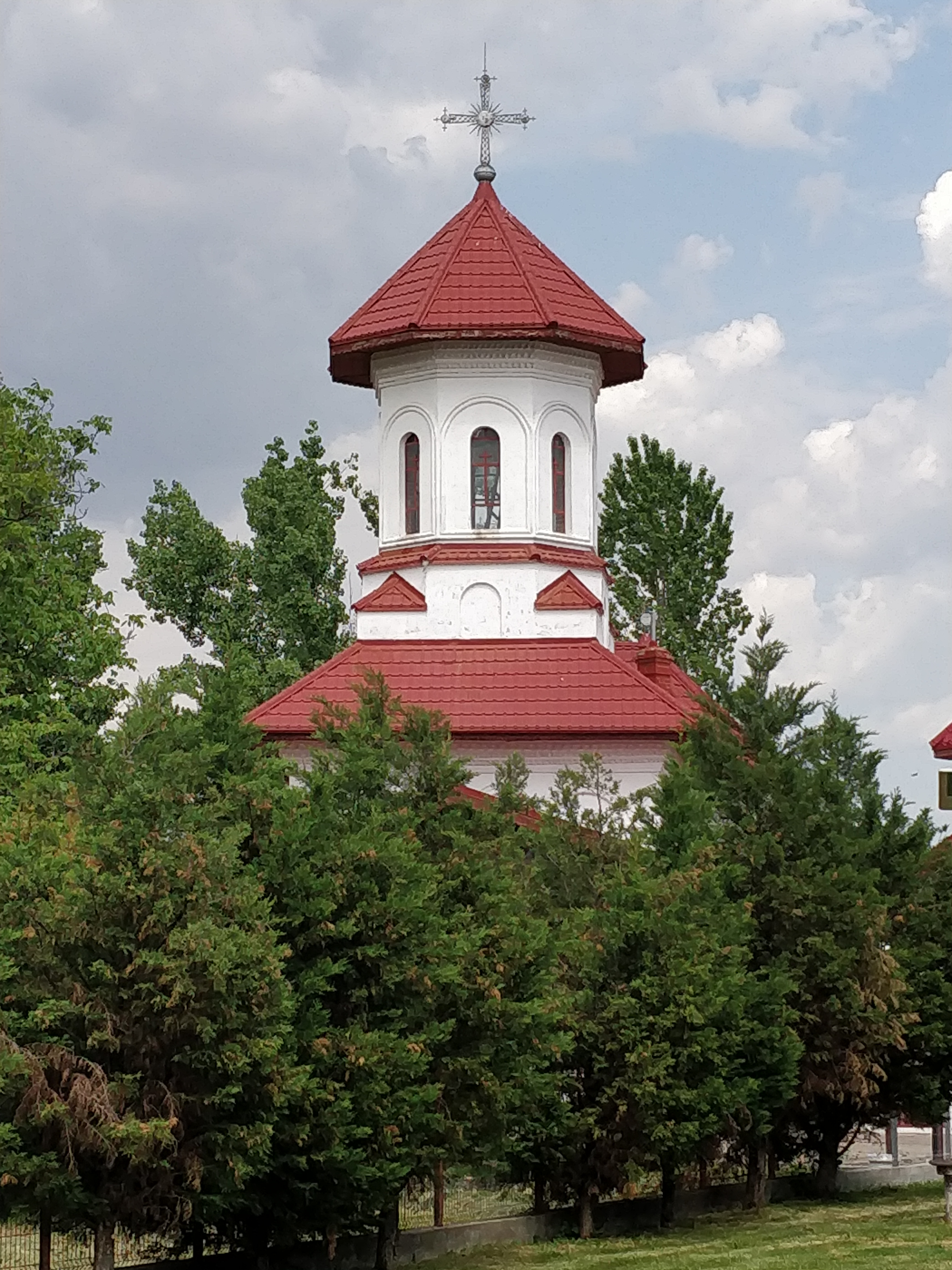
Biserica "Sf. Cuvioasa Paraschiva" din satul Corbii Mari

- Biserica "Sf. Nicolae" din satul Cojocaru, construcție 1812, monument istoric.
- Biserica "Adormirea Maicii Domnului" - Strâmbeanu din satul Pitaru, construcție 1722-1730, monument istoric.
- Biserica "Sf. Treime" din Moara din Groapă, construcție 1837-1838, monument istoric.
- Biserica "Adormirea Maicii Domnului" din Mogoșani, construcție 1840, monument istoric.
- Biserica "Sf. Treime" din satul Crovu, construcție 1830-1835, monument istoric.
- Biserica "Sf. Cuvioasa Paraschiva" din satul Corbii Mari, construcție 1693-1705, monument istoric.
- Biserica "Sf. Treime", "Sf. Nicolae", "Adormirea Maicii Domnului" din Petrești, construcție 1837-1842, monument istoric.
- Biserica "Adormirea Maicii Domnului" din Plopu, construcție 1836, monument istoric.
- Biserica "Sf. Împărați Constantin și Elena" din Poroinica, construcție 1871, monument istoric.
- Biserica "Sf. Dumitru", "Sf. Nicolae"din Potlogi, construcție 1683, monument istoric.
- Biserica "Sf. Nicolae" din Găești, construcție 1812, monument istoric.
- Biserica "Sf. Treime" din Găești, construcție 1823, monument istoric.
- Biserica ""Intrarea în Biserică" (Cioflec) din Găești, construcție 1776, monument istoric.
- Biserica "Sf. Ilie" din Găești, construcție 1780, monument istoric.
- Mănăstirea de la Căscioarele, Giurgiu, construcție secolul al XVII-lea, monument istoric.
- Biserica "Vovidenia" din incinta Mănăstirii Căscioarele, construcție 1725, monument istoric.
- Biserica "Sf. Nicolae" din Florești, construcție 1679-1715, monument istoric.
- Biserica "Sf. Nicolae" din Găiseni, construcție 1515, monument istoric.
- Biserica "Sf. Apostoli Petru și Pavel" din Palanca, construcție 1800-1801, monument istoric.
- Biserica "Buna Vestire" (Drugănești) din satul Stoenești, construcție 1723, monument istoric.
- Biserica "Sf. Gheorghe" din Vânătorii Mari, construcție 1842-1847, monument istoric.
- Palatul Brâncovenesc din satul Potlogi, construcție 1698, monument istoric.
- Situl arheologic "Frăsineni" de la Dâmbovița (sec. IV p. Chr., Epoca daco-romană, Epoca bronzului timpuriu, Cultura Glina).
- Situl arheologic de la Corbii Mari (Latène, Cultura geto - dacică, Epoca bronzului, Cultura Tei).
- Siturile arheologice ("Bunget" "Școală", "Vie", "Ferma CAP") de la Croitori (Epoca bronzului, Neolitic, Epoca romană, sec. II - III p. Chr., Epoca bronzului, sec. IV p. Chr., Epoca daco-romană, sec. II-I.a. Chr., Latène, Cultura geto - dacică).